# Jiří Brabenec
Jiří Brabenec (25. května 1911 Nymburk – 19. června 1983 Praha) byl český strojař, motocyklový závodník, spisovatel a novinář. Působil jako redaktor v novinách Mladá fronta a Lidová demokracie. Často vystupoval pod pseudonymem Eric Kraft.

## Životopis
Narodil se do rodiny Antonína Brabence, úředníka severozápadní dráhy v Nymburce, a jeho manželky Růženy, roz. Kozákové. Pokřtěn byl jmény Jiří Antonín. Absolvoval Průmyslovou školu strojnickou v Kladně (1931), dva roky studoval studoval žurnalistiku na Svobodné škole politických nauk v Praze. V průběhu let vystřídal celou řadu zaměstnání od technických oborů (strojní zámečník, námořník) přes motoristické (zkušební jezdec Jawy) až po novinařinu (převážně technický redaktor). Po skončení druhé světové války pracoval jako redaktor v deníku Mladá fronta a poté od roku 1951 až do svého nástupu do penze v roce 1971 v deníku Lidová demokracie.
V roce 1961 podnikl společně s cestovatelem Potužníkem a kolegou spisovatelem Jedličkou cestu na malých motocyklech na Blízký východ, kde jako první motocyklisté projeli Sinajskou pouští.

### Ozvěny číhošťského zázraku (1968)
V době politického uvolnění a svobody tisku rozkryl a investigativně vypátral do té doby zcela neznámé informace a souvislosti kolem číhošťského zázraku a osoby katolického kněze Josefa Toufara, vyšetřovaného StB. První ze série článků vydaných na toto téma byl článek s titulem Jak a proč zemřel farář Josef Toufar z 12. května a následně Světlo pravdy nad číhošťským zázrakem z 23. května 1968, které oba vyšly v Lidové demokracii. V těchto článcích vůbec jako jeden z prvních veřejně obvinil prokurátora Čížka ze lži proti lidu i státu, když v lednu 1950 nezákonně zadržel a následně exekutivně stíhal číhošťského faráře. Sérií těchto reportážních článků výrazně napomohl k otevření trestního stíhání proti vyšetřovateli Ladislavu Máchovi, který byl přímo zodpovědný za brutální mučení a předčasnou Toufarovu smrt na konci února 1950. Trestní stíhání Ladislava Máchy však zastavila srpnová invaze vojsk Varšavské smlouvy i přesto, že se proti němu podařilo získat dostatek vypovídajícího materiálu a bylo vyslechnuto přes 80 svědků.

#### Citace
V době politického uvolnění před vpádem vojsk Varšavské smlouvy v srpnu 1968 mohla dokonce i v socialistickém Československu vyjít i takto nesmlouvavá charakteristika L. Máchy: „Pětačtyřicetiletý vysoký, ramenatý, elegán atletické postavy, muž, který ve svých sedmadvaceti letech dokázal umučit bezbranného 48letého faráře. Marně za sebou zametal stopu, marně si nasazoval masku seriózního člověka, jehož jedinou vášní je myslivost. Do konce léta dálkově studoval, až to dotáhl na promovaného právníka. Také jeho žena je právničkou, děti nemají, říkáme si s kolegou: – naštěstí. Bydlí v elegantním dvoupokojovém bytě, nemají žádné přátele, kteří by je navštěvovali.“

### Spisovatelem
Jako spisovatel debutoval v roce 1943. Je autorem několika románů ze současnosti, detektivek, historických románů a publicistických knih.